# Richard Sarrazin

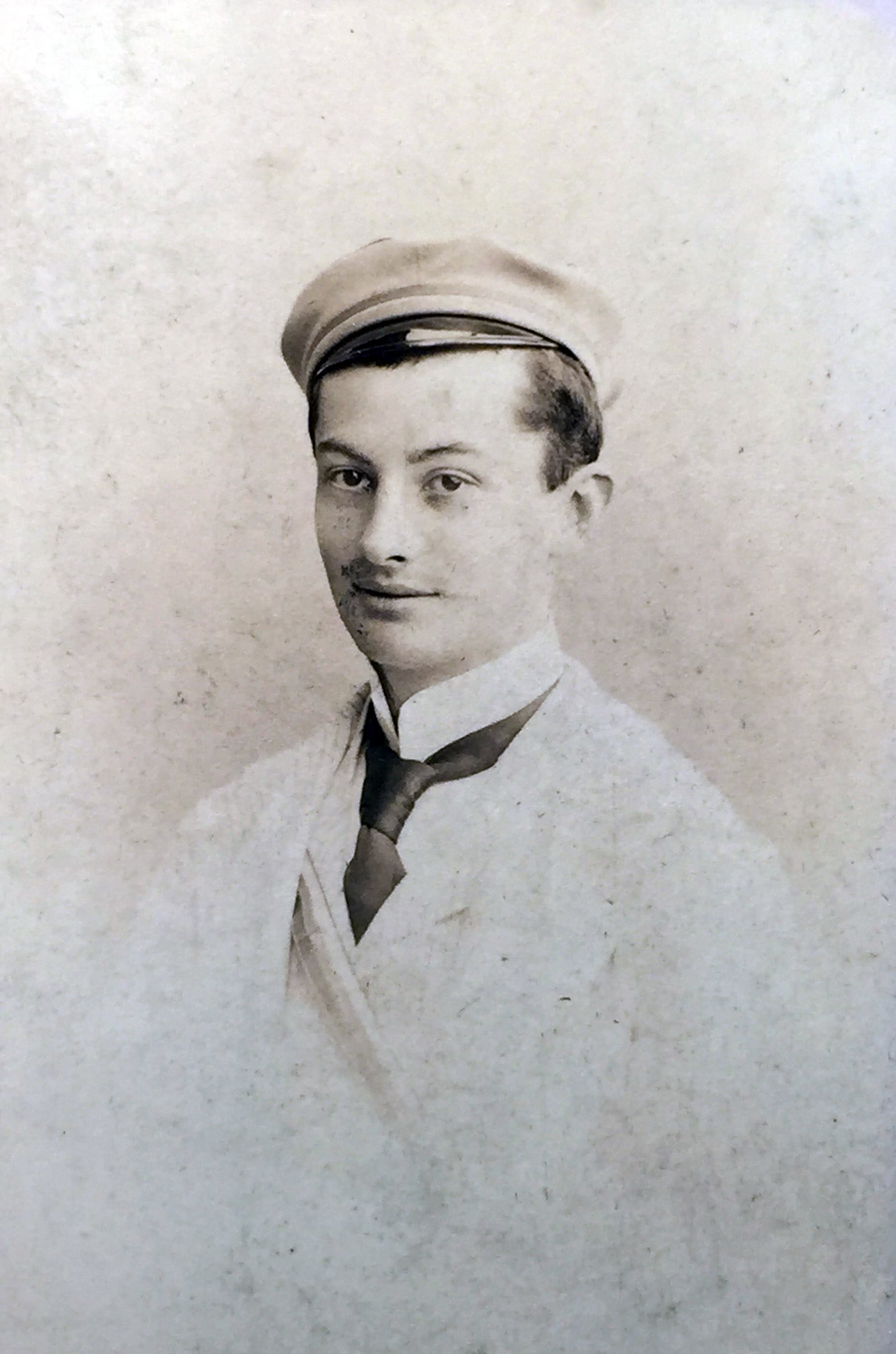
Richard Sarrazin

Richard Sarrazin (* 5. Januar 1881 in Schneeschütz bei Santomischel, Provinz Posen; † 23. Oktober 1964 in Wiesbaden) war ein deutscher Verwaltungsjurist und Richter.

## Leben
Sarrazin besuchte das Kgl. Gymnasium in Ostrowo. Nach dem Abitur immatrikulierte er sich zum Wintersemester 1899/1900 an der Universität Leipzig für Rechtswissenschaft. Er renoncierte am 15. November 1899 beim Corps Lusatia Leipzig und wurde am 30. Juni 1900 recipiert. „Heimische, katholische und pecuniäre Verhältnisse“ zwangen ihn zum Wechsel an die Universität Breslau. Dort bestand er im Sommersemester 1902 das Erste Staatsexamen. Das Referendariat durchlief er in der Provinz Posen. Vermutlich diente er in jener Zeit als Einjährig-Freiwilliger in einem Kavallerieregiment. Das Zweite Staatsexamen bestand er im Sommersemester 1907. Er trat in die innere Verwaltung Preußens und war Regierungsassessor in Posen. Zu Beginn des Ersten Weltkriegs meldete er sich als Freiwilliger beim Mobilen Ersatz-Kavallerie-Regiment des I. Armee-Korps (Preußen). Mit der Ersatz-Eskadron Jäger zu Pferde kam er an die Ostfront. Als Leutnant d. R. erhielt er das Eiserne Kreuz II. Klasse. Als Regierungsassessor bei der Regierung in Gumbinnen wurde er am 4. Juli 1915 kommissarisch und am 24. Januar 1916 endgültig zum Landrat im Kreis Ragnit ernannt. Aus dem Felde in die Verwaltung zurückkehren konnte er erst im Sommer 1916. Bis 1919 war er der letzte kgl. preußische Landrat im Kreis Ragnit. Vor ihm waren das fünf Corpsstudenten gewesen. Im März 1919 kam er als kommissarischer Landrat in den Kreis Melsungen. Im Januar 1927 wurde durch Arnold Schuster abgelöst. Anfang der 1930er Jahre kam Sarrazin als Polizeipräsident nach Bochum. Ende 1933 wurde er als Oberverwaltungsgerichtsrat an das Preußische Oberverwaltungsgericht berufen. Nach dem Zweiten Weltkrieg verlebte er den Ruhestand in Bonn und Wiesbaden. Verheiratet war er mit Waltraud Mühlenbruch. Der Sohn Hans-Joachim Sarrazin (1908–1955) war Breslauer Preuße.